# Pionnat
Pionnat là một xã thuộc tỉnh Creuse trong vùng Nouvelle-Aquitaine miền trung nước Pháp. Xã này nằm ở khu vực có độ cao trung bình 520 mét trên mực nước biển.

## Địa lý
Là một khu vực nông trang gồm các làng nằm bên hai bờ sông Creuse, cự ly khoảng 8 dặm (13 km) về phía đông của Guéret, tại giao lộ các tuyến đường D4, D65 và D16.

## Dân số
| 1962                                                        | 1968 | 1975 | 1982 | 1990 | 1999 | 2005 |
| ----------------------------------------------------------- | ---- | ---- | ---- | ---- | ---- | ---- |
| 733                                                         | 847  | 741  | 726  | 682  | 744  | 758  |
| Số liệu điều tra dân số từ năm 1962 Dân số chỉ tính một lần |      |      |      |      |      |      |

## Địa điểm nổi bật
- Nhà thờ St.Martin, từ thế kỷ 13.
- Dolmen và menhir ở làng Ménardeix.
- Hai lâu đài tại Ternes và Bosgenêt.
- Cầu qua sông Creuse.
- Nhà thờ cổ Terne.